# (15000) CCD
(15000) CCD (1997 WZ16) – planetoida z grupy pasa głównego asteroid okrążająca Słońce w ciągu 4,6 lat w średniej odległości 2,77 j.a. Odkryta 23 listopada 1997 roku.